# Materialseilbahn Grundlsee

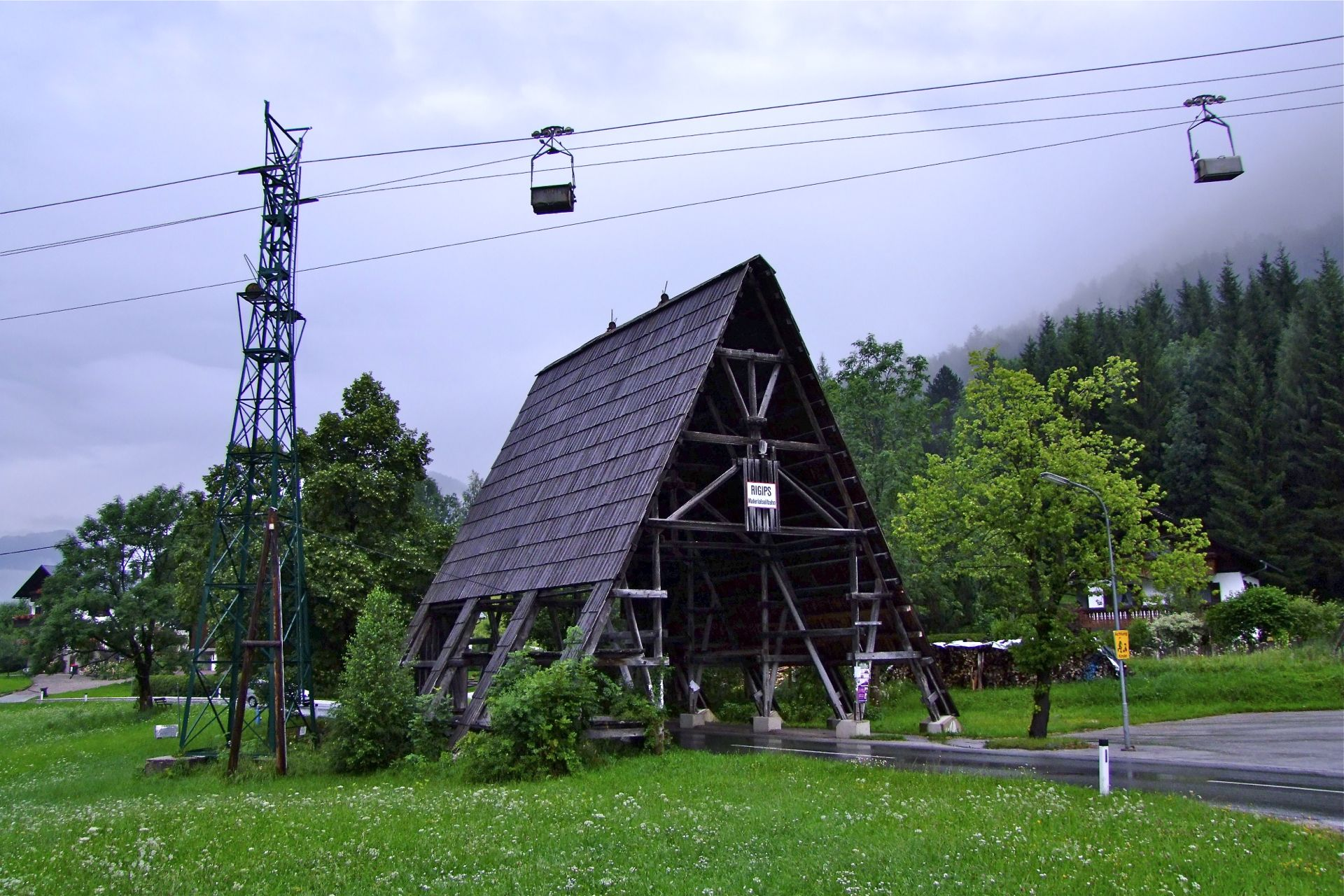
Die Materialseilbahn mit dem denkmalgeschützten Schutzbau an der Straßenüberkreuzung

Die Materialseilbahn Grundlsee ist eine Lorenseilbahn im steirischen Ausseerland, bei Bad Aussee und Grundlsee. Die Anlage dient zum Transport von Gips und Anhydrit-Rohstein.

## Beschreibung
Die 8,4 km lange Bahn verbindet über mehrere Bergkuppen hinweg den Tagebau in Wienern () auf der Südostseite des Grundlsees über die Antriebsstation Auermahd (1160 m ü. A. ) und Straßen-Anger (Winkelstütze Radling  am Radlingberg) mit der Entladestation () beim Gipskartonplattenwerk der Rigips Austria in Unterkainisch. Dabei überquert sie bei Angern die L731, welche in einem denkmalgeschützten Überdachungsbauwerk unter der Seilbahntrasse hindurchführt.
Der Antrieb der Anlage beruht überwiegend auf Ausnutzung der Schwerkraft, das heißt, dass das in den beladenen Hunten zu Tal beförderte Transportgut die gesamte Anlage in Gang hält. Dabei macht man sich zunutze, dass die Beladung im Tagebau auf 767 m ü. A. und die Entladestelle im Werk auf 681 m ü. A. liegt. Diese Differenz reicht aus, auch um die Fahrzeuge zuerst hinauf bis zum höchsten Streckenpunkt auf 1160 m ü. A. zu ziehen, bevor die Talfahrt nach Unterkainisch beginnt.
Ein Hunt benötigt für eine einfache Fahrt ca. 45 Minuten. Die jährliche Transportleistung beträgt etwa 275.000 t. Durch den Seilbahntransport werden in der Ferienregion um den Grundlsee jährlich um die 23.000 LKW-Fahrten eingespart.

## Geschichte
Die Bahn wurde im Jahre 1951 errichtet und transportierte das Abbaugut ursprünglich zur Salzkammergutbahn (Anschlussgleis). 1970 siedelte sich der deutsche Baustoffproduzent Rigips an, errichtete das Gipskartonwerk und übernahm die Materialseilbahn. 1990 bis 1992 stand die Anlage wegen des Großbrands in Unterkainisch still, dann konnte das wiedererrichtete Werk wieder in Betrieb genommen werden.
2012 bis 2017 wurde die Anlage generalsaniert, geplant ist wegen der guten Vorkommen in Wienern eine weitere Betriebsdauer von mindestens 30–40 Jahren.
Ein bei der Generalsanierung außer Betrieb genommener Seilbahnhunt der Materialseilbahn mit der Nr. 60 befindet sich seit 2020 in der „Sammlungsgruppe 630 - spurgebundener Verkehr“ im Technischen Museum Wien.